# Bezzia prospicula
Bezzia prospicula är en tvåvingeart som beskrevs av Remm 1974. Bezzia prospicula ingår i släktet Bezzia och familjen svidknott. Inga underarter finns listade i Catalogue of Life.